# Vodafone
A Vodafone Group plc a világ legnagyobb távközlési szolgáltatója bevétel alapján, melynek központja az angliai Newbury (Berkshire). 2007 februárjában több mint 200 millió ügyfele volt 27 országban. További 38 országban rendelkezik érdekeltséggel. A Vodafone márkanév a voice data fone szóösszevonásból ered.
A világ második legnagyobb mobil távközlési vállalata ügyfelek száma alapján a China Mobile (1.) mögött. A 10 milliónál több ügyféllel rendelkező Vodafone vállalatok az Egyesült Királyságban, Németországban, az Egyesült Államokban (Verizon Wireless nevű cégben van részesedése), Olaszországban, Spanyolországban, Törökországban és Indiában működnek.
Magyarországi leányvállalata, a Vodafone Magyarország Zrt. bár harmadikként lépett a piacra, 2021-ben fellépett a második helyre az előfizetések részesedésének arányában a piacvezető Magyar Telekom mögött, megelőzve a Yettel Magyarországot 2021. második negyedéves piaci részesedése 27,4%.
A Vodafone Magyarország 2025. január 1-től kivonult a magyar távközlési piacról, helyét a One Magyarország vette át. 
A Vodafone-csoport és a Liberty Global közötti 2018. évi tranzakció következtében a Vodafone Magyarország lett a UPC Magyarország 100 százalékos tulajdonosa. A két szolgáltató ezt követően cégcsoportként, de különálló vállalatként működött tovább. 2019-ben a Vodafone vezetői bejelentették, hogy a tranzakciót követően a UPC Magyarország 2020. március 31-én megszűnik a magyar piacról és azt a Vodafone váltja fel.

## Története
A Racal Telecom 1982 decemberében nyerte el az Egyesült Királyság engedélyét mobilszolgáltatások nyújtására. 1985. január 1-jén indították az első mobilhívást Nagy-Britanniában, 1990-re a Vodafone-nak félmillió ügyfele lett. 1991 októberében indították az első roaming hívást a Vodafone és a Telecom Finland közreműködésével.
1992-ben a Vodafone elnyerte az év vállalata díjat a Business Enterprise Awardson. 1993-ban kiterjeszti hálózatát Németországban, Dél-Afrikában, Fidzsin, Ausztráliában és Görögországban, míg 1995-ben Hollandiában, Ugandában, Hongkongban és Franciaországban. 1996 júniusában a Vodafone eléri a kétmilliós, 1997 októberében pedig a hárommilliós ügyfélszámot. 1999 júniusában fúziós megállapodást kötnek az AirTouch Communications vállalattal, így jön létre a Vodafone AirTouch Plc., melynek a világon 28 millió ügyfele volt, az év végére pedig 35 millióra bővült. Még ebben az évben novemberben elindította a magyar hálózatot. 2001-ben globális kommunikációs kampányt indít a Vodafone, és még ebben az évben lebonyolítják a világ első 3G roaming hívását.
2002 júniusában jött létre a Vodafone Group Alapítvány, mely különböző társadalmi programokat támogat. 2003-ban megállapodás jött létre a Vodafone Group és a Mobilkom Ausztria között, melynek következtében Ausztriában, Horvátországban és Szlovéniában is élvezhetik az ügyfelek a Vodafone szolgáltatásait.

## Magyarországon

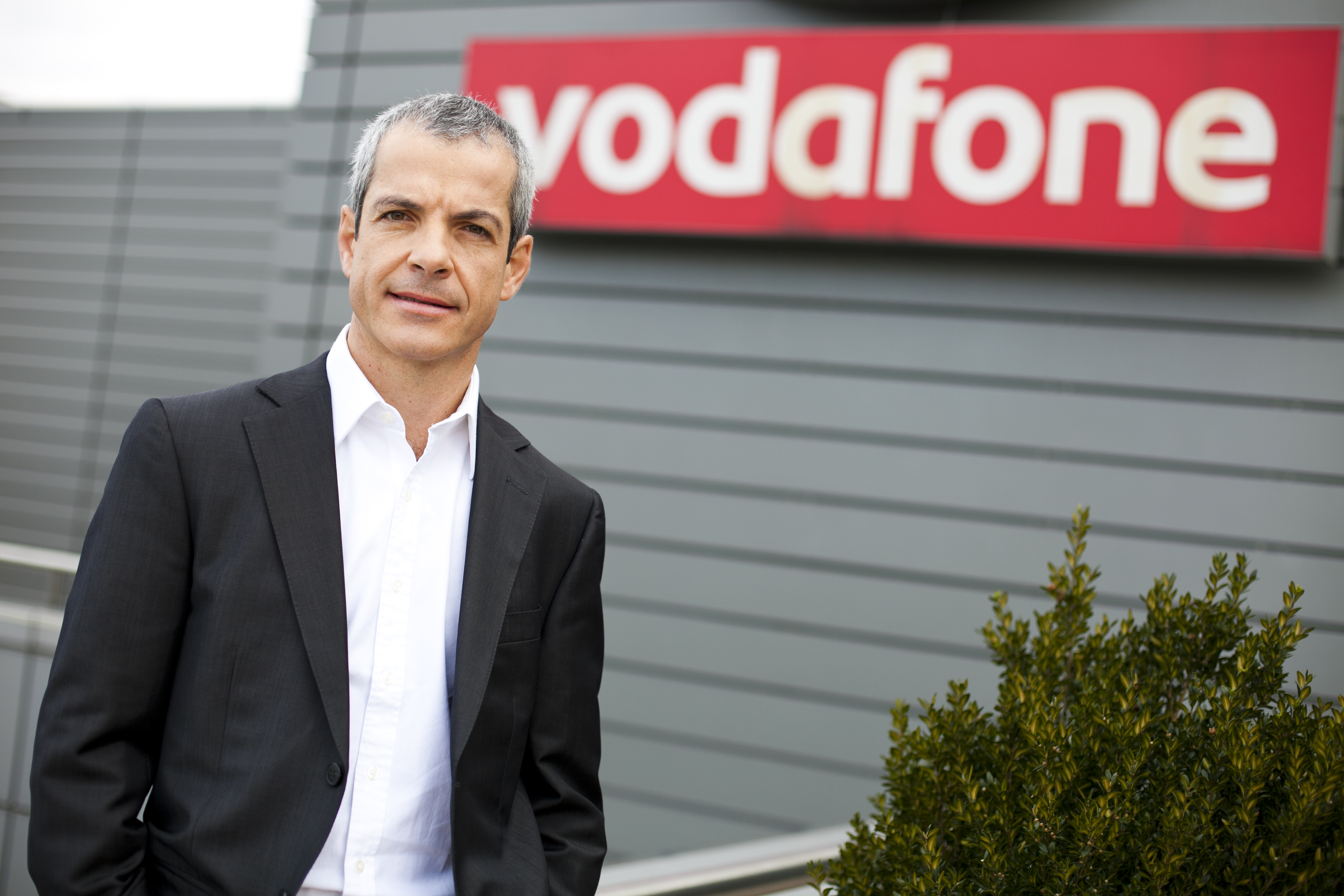
Diego Massidda, a Vodafone Magyarország vezérigazgatója 2011-2016 között

A vállalat 1999. július 7-én nyerte el a koncessziós szerződést mobil rádiótelefon hálózat kiépítésére (GSM 900 és DCS 1800). A sikeres november 15-i teszteket követően november 30-án indította meg szolgáltatását Magyarországon. A Vodafone budapesti forgalmát 2001. január 6-ától kizárólag saját hálózatán bonyolítja, addig a versenytárs T-Mobile (akkor még Westel 900 néven) és Yettel (akkor még Pannon GSM néven) hálózatát használták a Vodafone ügyfelei is. Még ebben az évben, június 22-én nyílt meg az első vidéki márkaképviselet Miskolcon. A 2001 júniusában bevezetett Rock'n'Roll tarifacsomagot a Vodafone azon ügyfelei számára alakította ki, akik a saját lefedettségi területein laktak (megyeszékhelyek és nagyobb városok). Magyarországon elsőként, 2002 júliusától indította el a mobilinternet szolgáltatását a cég. (Még GPRS technológiával.) 2002. január 25-én félmillió ügyfele lett a cégnek, az egymilliomodik előfizetőt 2003 májusában, míg a másfélmilliomodik ügyfelet 2004. augusztus 12-én köszönthették. 2005 közepére 2 milliónál is több előfizetője lett. A harmadik generációs (3G) szolgáltatását 2004. november 8-án indította útjára. 2009-ben nyitott új központot, Miskolcon, áthelyezve az ügyfélszolgálat működését a borsodi megyeszékhelyre.
2006. június 22-december 31. között Babis Mazarikis, 2007. január 1-jétől pedig Beck György látja el a vezérigazgatói feladatokat. Beck György 2002-2006 között a Hewlett-Packard Magyarország vezérigazgatója volt. 2011-től 2016-ig a Vodafone Magyarország vezérigazgatója Diego Massidda, elnöke pedig Beck György volt. 2016. szeptember 1-től Alexandre Froment-Curtil vette át a vezérigazgatói pozíciót, aki ezt megelőzően a lakossági üzletágat irányította. Jelenleg Amanda Nelson tölti be mind az elnöki, mind a vezérigazgatói pozíciót, előbbit 2018. január 1-től, utóbbit pedig 2019. május 1-től. Amanda Nelson magyarországi megbízatása előtt a Vodafone Máltánál töltött be szintén elnök-vezérigazgatói pozíciót.
A UPC akvizíciója révén a Vodafone bővítette szolgáltatásait: már nem csupán mobilszolgáltatást, hanem vezetékes internetet és kábeltelevíziót is nyújt ügyfeleinek, ezáltal a Telekom komoly vetélytársává vált. A UPC márkanév a felvásárlást követően (2020. áprilisában) részben eltűnt a magyar piacról, ugyanis a UPC Direct nem változtatott nevet, mivel ez utóbbinak az anyacége. 2021-ben az is nevet változtatott, tulajdonosváltás miatt, Direct One-ra, így a UPC név teljesen eltűnt Magyarországról.
2023 januárjában a 4iG-hez tartozó V-Hálózat Távközlési Zrt. 51, az állami Corvinus Nemzetközi Befektetési Zrt. 49 százalékos tulajdonrésszel kivásárolta a magyar leányvállalatot az anyacégből. Az állam tulajdonhányadát még 2023-ban 49%-ról 29,5%-ra csökkentette, így a 4iG 2023-ban a vállalat tulajdonhányadának 70,5%-ával, míg az állam 29,5%-ával rendelkezett a Yettel Magyarország részvényeivel kapcsolatos cserét követően.
2023. március 20-án a V-Hálózat Távközlési Zrt. (4iG Csoport) és a Corvinus Nemzetközi Befektetési Zrt. (Magyar Állam) között részvénycsere történt, melynek keretében az Antenna Hungária eladta a 25%-os részesedését a Yettelben a Corvinus Nemzetközi Befektetési Zrt.-nek, azért cserébe, hogy 70,5%-osra növelje részesedését a Vodafone Magyarországban.
2025. január 1-jén a Vodafone Magyarország az új tulajdonos alatt beolvadt a One márkanévbe (a MindigTV-hez és a Digihez hasonlóan), ezzel a Vodafone végleg kivonult az országból, ami lezárja a márka közel 26 éves jelenlétét a magyar piacon.